# Sugar Labs
Sugar Labs - organizacja non-profit, której misją jest rozwijanie, dystrybucja i wsparcie środowiska graficznego Sugar. Wspiera ona społeczność nauczycieli i twórców oprogramowania chcących rozbudowywać platformę.
Sugar jest projektem społecznościowym. Dostępny jest na zasadach licencji GNU General Public License (GPL), więc jest darmowy dla każdego, kto chce go używać lub rozwijać.
Sugar Labs uzyskało członkostwo w Software Freedom Conservancy, organizacji składającej się z projektów wolnego (od „wolność”) oprogramowania (FLOSS). Jako oficjalny sponsor projektu zapewnia ona obsługę finansową i administracyjną, jednak nie angażuje się w techniczne i artystyczne decyzje.

## Członkowie
- Marco Pesenti Gritti (Red Hat)
- Chris Ball (One Laptop per Child)
- Walter Bender (członek społeczności)
- Bernardo Innocenti (członek społeczności)
- Tomeu Vizoso (członek społeczności)
- Greg Dekoenigsberg (Red Hat)
- David Farning (członek społeczności)